# Neubuz
Neubuz (deutsch Neobus, früher Neobusa) ist eine Gemeinde in Tschechien. Sie liegt zwei Kilometer nordöstlich von Slušovice und gehört zum Okres Zlín.

## Geographie
Neubuz befindet sich am Übergang zwischen dem Wisowitzer Bergland und den Hosteiner Bergen im Tal der Všeminka. Nördlich erhebt sich der Nad Bařinami (534 m), im Nordosten der Miluchov (506 m) sowie südlich der Chrasť (438 m), die Břízka (409 m) und der Na Hranici (380 m). Gegen Nordwesten liegt die Talsperre Slušovice und östlich des Ortes die ehemalige Automobilteststrecke Dešná.
Nachbarorte sind Trnava im Norden, Dešná im Nordosten, U Matyjáků und Jasenná im Osten, Chrastěšov im Südosten, Chrastěšovské Paseky, Těchlov, Menšíky, Vizovice und Raková im Süden, Slušovice im Südwesten, Bílá Hlína, Březová und Nové Dvory im Westen sowie Hrobice, Sobolice und Kašava im Nordwesten.

## Geschichte
Die erste schriftliche Erwähnung von Neubuz erfolgte 1373 in der Olmützer Landtafel, als die Brüder Ondřej, Vojtěch und Vlk von Šarov das Dorf zusammen mit Slušovice, Dešná und Všemina an Jeschek von Sternberg auf Lukov verkauften. Im Jahre 1407 wurde das Dorf als Newbuz und 1447 als Nebuz bezeichnet. Ab 1512 wechselten sich mehrere Besitzer ab, darunter die Herren von Kunstadt und später die Nekesch von Landek. Aus dem Jahre 1548 ist der Ortsname Neobuz überliefert. Ab 1607 gehörte die Herrschaft Lukrezia von Witschkow, geborene Nekesch von Landek, und ab 1610 deren zweitem Ehemann Albrecht von Waldstein. Dieser trat Lukov 1625 an den Kaiser ab, der die Herrschaft an Stephan Schmidt von Freihofen übergab. Von ihm erwarben 1628 die Minkwitz von Minkwitzburg die inzwischen stark verschuldete Herrschaft. 1671 wurde das Dorf Neobuza bzw. Neobusa genannt. 1710 kauften die Herren von Rottal Lukov mit allem Zubehör. Johann von Rottal veräußerte die Güter 1724 an Johann Friedrich Graf von Seilern-Aspang, dessen Nachkommen den Besitz bis 1945 hielten. Die Grundbücher werden seit 1790 geführt. Bis zur Mitte des 19. Jahrhunderts blieb das Dorf immer nach Lukov untertänig.
Nach der Aufhebung der Patrimonialherrschaften bildete Neobuza / Neobusa ab 1850 eine Gemeinde in der Bezirkshauptmannschaft Uherský Brod. Ab 1855 gehörte die Gemeinde zum Bezirk Valašské Klobouky und ab 1868 zum Bezirk Holešov. Ab 1881 wurde das Dorf als Neubuz bzw. Neobus bezeichnet. Die Schule in Neubuz wurde 1891 eingerichtet. Bis in die 1930er Jahre lebten die Bewohner des Dorfes von der Landwirtschaft, danach verdiente sich ein Teil der Bewohner seinen Lebensunterhalt als Arbeiter bei Baťa in Zlín. 1935 wurde Neubuz dem Bezirk Zlín zugeordnet. Die Freiwillige Feuerwehr gründete sich 1938. Ab 1949 gehörte Neubuz zum Okres Gottwaldov-okolí und ab 1960 wieder zum Okres Gottwaldov, der nach der politischen Wende von 1989 seit 1990 wieder den Namen Okres Zlín trägt. Zwischen 1976 und 1990 war Neubuz nach Slušovice eingemeindet.
Die Gemeinde führt ein Wappen und Banner; das Ortssiegel zeigt die hl. Barbara als Patronin des Ortes. Gepfarrt ist Neubuz seit jeher nach Slušovice. In Bílá Hlína befindet sich ein Sport- und Agrarflugplatz.

## Ortsgliederung
Für die Gemeinde Neubuz sind keine Ortsteile ausgewiesen. Zu Neubuz gehörten die Ansiedlung Bílá Hlína, die Einschichten Pusté, Za Humny und Za Vrchem sowie die Waldgebiete Títěž und Háj.

## Sehenswürdigkeiten

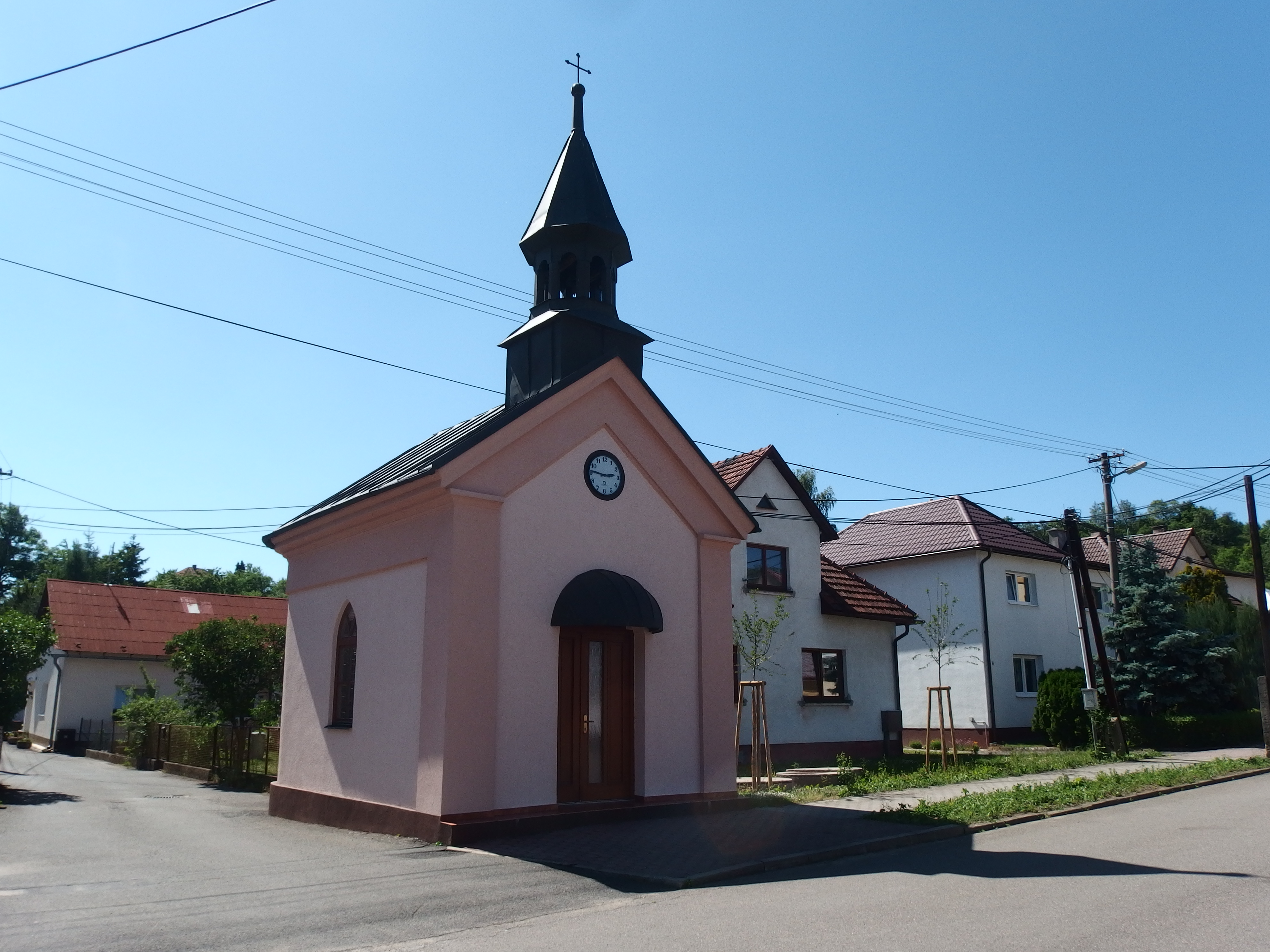
Kapelle

- Kapelle des hl. Florian, errichtet 1903–1905
- ehemalige Rallye-Teststrecke Dešná
- Trinkwassertalsperre Slušovice